# Des morts inassouvis
Des morts inassouvis (The Unquiet Dead) est le troisième épisode de la Saison 1 de la seconde série télévisée Doctor Who. Il se déroule à Cardiff au XIXe siècle.

## Résumé
Après avoir montré à Rose l'avenir (voir l'épisode La Fin du monde), le Docteur décide de lui montrer le passé en l’emmenant à Naples au 24 décembre 1860. Mais en fait, ils arrivent à Cardiff en 1869. Non loin de là, dans un funérarium, d'étranges phénomènes se produisent. Les morts se relèvent grâce à une étrange lueur bleue qui les envahit et continuent d'agir comme s'ils étaient encore en vie. Ms Peace, une vieille femme, morte depuis quelques jours, se relève et assiste, comme elle l'avait prévu, à la lecture du Noël de M. Scrooge, conte célèbre de Charles Dickens par son auteur. Le Docteur et Rose la repèrent et leur enquête commence alors que Sneed, le patron du funérarium, et sa bonne Gwyneth récupèrent le corps. Rose tente de les confronter et finit par être kidnappée par Sneed.
Dickens accuse le Docteur d'avoir ruiné son spectacle. Le Docteur utilise la carriole de Dickens pour poursuivre Sneed et Gwyneth et devient totalement enjoué lorsqu'il découvre l'identité de son propriétaire, assis à ses côtés. Au funérarium, Rose se retrouve face à Ms Peace et Mr Redpath qui la menacent tels des zombies. Le Docteur arrive et la sauve. Tous discutent ensemble de ce problème et le Docteur propose une séance de spiritisme dans laquelle Gwyneth s'avère être un médium puissant.
Ils apprennent qu'une faille spatio-temporelle se trouve sous Cardiff et qu'une race extra-terrestre, les Gelths, tente de venir sur Terre. Leur race a été presque exterminée lors de la Guerre du Temps et ils souhaitent utiliser le corps des morts afin de pouvoir y placer les corps gazeux des quelques survivants. Le Docteur accepte, tandis que Gwyneth souhaite venir en aide à ces êtres qu'elle pense être des anges. Seulement, au cours de la séance dans la cave du funérarium, dans laquelle le corps de Gwyneth sert de passage spirituel aux Gelths, ceux-ci s'avèrent être excessivement nombreux, ainsi que tout à fait belliqueux. Ils tuent Sneed afin de pouvoir utiliser son corps et ont l'intention de faire de même avec le reste des Terriens.
Alors que le Docteur et Rose sont enfermés dans la cave et menacés par des morts dirigés par les Gelths, Dickens découvre qu'en tant qu'êtres gazeux, les Gelths sont instables quand l'air est saturé de gaz d'éclairage. Il ouvre alors une conduite de gaz dans la cave et fait s'échapper le Docteur et Rose. Le Docteur tente d'évacuer Gwyneth, mais celle-ci lui explique qu'elle peut retenir les Gelths pour ensuite mettre le feu au gaz et se débarrasser d'eux. Il s'oppose à son sacrifice, avant de s'apercevoir que celle-ci est déjà morte, et s'enfuit du funérarium avant son explosion. Dickens décide de rentrer à Londres afin d'écrire la fin du Mystère d'Edwin Drood dans lequel on apprend que le meurtrier est un être d'une autre planète. L'auteur demande au Docteur, juste avant le départ de ce dernier, si ses livres seront lus encore longtemps, question à laquelle le Docteur lui répond qu'ils seront lus pour toujours. Le Docteur et Rose repartent, tout en sachant que Dickens mourra six mois plus tard sans achever son livre.

## Distribution
- Christopher Eccleston : Le Docteur
- Billie Piper : Rose Tyler
- Eve Myles : Gwyneth
- Simon Callow : Charles Dickens
- Alan David : Gabriel Sneed
- Huw Rhys : Redpath
- Jennifer Hill : Ms Peace
- Wayne Cater : Régisseur
- Meic Povey : Chauffeur
- Zoe Thorne : Les Gelths